# Kees van Hee
Kees Max van Hee (* 1946) ist ein niederländischer Informatiker, der Professor an der TU Eindhoven war.
Van Hee wurde 1978 bei Jaap Wessels an der TU Eindhoven promoviert (Bayesian control of Markov chains). Er war 1985 bis zu seiner Emeritierung 2011 Professor in Eindhoven. Außerdem war er am Ökonometrischen Institut der Universität Rotterdam, wo er unter anderem das Entscheidungsunterstützungssystem Portplan für den Hafen von Rotterdam mit entwickelte.
Anfang der 1990er Jahre entwickelte er das Werkzeug zur Prozessmodellierung mit höheren Petri-Netzen ExSpecT (Executable Specification Tool) und befasste sich mit Workflow-Management.
Er ist seit 2011 Offizier des Ordens von Oranje Nassau.
Er war Direktor bei der Beratungsfirma Bakkenist und nach deren Übernahme durch Deloitte Partner bei Deloitte.

## Schriften
- Information Systems Engineering. A formal approach. Eindhoven 1993
- mit Wil van der Aalst: Workflow Engineering, MIT Press 2004